# غويجة قلعة سفلي
غويجة قلعة سفلي هي قرية في مقاطعة مراغة، إيران. عدد سكان هذه القرية هو 62 في سنة 2006.